# Oldsmobile Vista Cruiser
Der Oldsmobile Vista Cruiser war ein Kombi der oberen Mittelklasse, der von 1964 bis 1977 von Oldsmobile, einer Marke von General Motors, gebaut wurde. Er basierte auf dem F-85, später auf dem Cutlass Supreme, hatte aber einen längeren Radstand und wurde parallel zu den Kombis der jeweiligen Basisserie angeboten.

## Von Jahr zu Jahr

### 1964–1967
Ab Februar 1964 bot Oldsmobile zusätzlich zum Kombi der F-85-Baureihe einen Kombi mit um 5 Zoll (127 mm) verlängertem Radstand an. Mit dem breiten, horizontalen Kühlergrill und den eingesetzten Doppelscheinwerfern entsprach er stilistisch genau dem F-85, hatte aber als Besonderheit ein serienmäßiges Glasdach über der hinteren Sitzbank und der Ladefläche zu bieten. Der Vista Cruiser wurde mit sechs oder neun Sitzplätzen in der Standard- und der Custom-Version angeboten. Auch die Motorenpalette entstammte der F-85-Baureihe: Basismotor war ein Reihensechszylinder mit 3687 cm³ Hubraum und einer Leistung von 155 bhp (114 kW) bei 4400 min−1. Auf Wunsch gab es auch einen V8-Motor mit 5408 cm³ Hubraum, der bei ebenfalls 4400 min−1 210 bhp (154 kW) abgab.
Die Änderung zum knochenförmigen Kühlergrill im Modelljahr 1965 (dem ersten vollen Modelljahr für den Vista Cruiser) machte das Modell mit. Der V8-Motor legte in der Leistung auf 250 bhp (184 kW) bei 4800 min−1 zu, sonst änderte sich wenig. 1966 entfiel der Sechszylindermotor, der den Leistungswünschen der Kunden nicht mehr entsprach, und der V8-Motor – nun Basismotorisierung – legte auf 260 bhp (191 kW) zu. Wiederum gab es einen geringfügig anderen Kühlergrill und über den hinteren Radausschnitten kam der „Hüftschwung“ ins Spiel.
1967 bekam auch der Vista Cruiser zusätzliche Positionslichter zwischen den Doppelscheinwerfern und der V8-Motor legte auf 320 bhp (235 kW) Leistung zu. Die Version mit drei Sitzbänken hatte nur noch acht Sitzplätze zu bieten und die Version mit sechs Sitzplätzen gab es nur noch in der besser ausgestatteten Custom-Variante.

### 1968–1972
1968 erschien der Vista Cruiser komplett überarbeitet. Sein Radstand hatte um 1″ (25 mm) zugelegt. Die Doppelscheinwerfer mit den dazwischen liegenden Positionsleuchten waren geblieben, aber in der Mitte der Fahrzeugfront zeigte sich ein als V-förmige Nase hervorstehender Mittelteil. Der Kühlergrill in diesem Bereich bestand aus senkrechten Chromstäben. Die besser ausgestattete Custom-Variante war entfallen. Der neue V8-Motor hatte einen Hubraum von 5735 cm³ und leistete 310 bhp (228 kW) bei einer Drehzahl von 4800 min−1. Auf Wunsch konnte aber auch der V8-Motor des Modells 4-4-2 mit 6555 cm³ Hubraum und einer Leistung von 325 bhp (239 kW) eingebaut werden.
1969 waren die Positionsleuchten zwischen den Scheinwerfern verschwunden. Dafür gab es einen vertikalen lackierten Streifen in der Mitte, auf dem das Oldsmobile-Emblem prangte. Links und rechts davon erstreckte sich der Kühlergrill mit vertikalen Stäben. Am Motorenangebot änderte sich in diesem Jahr nichts.
1970 blieb stilistisch alles beim Alten und der 5,7-Liter-V8 leistete nur noch 250 bhp (184 kW) bei 4400 min−1. Optional war aber der neue Hochleistungs-V8-Motor des Modells 4-4-2 mit 7456 cm³ Hubraum zu haben, der 365 bhp (268 kW) bei 5000 min−1 abgab.
1971 wurden die Kühlergrills, ebenso wie bei den Schwestermodellen Cutlass und Cutlass Supreme, wuchtiger und höher und trugen ein verchromtes Wabenmuster. Der 5,7-Liter-V8 leistete nur noch 240 bhp (176 kW) bei 4200 min−1, der 7,5-Liter-V8 nur noch 340 bhp (250 kW) bei 4600 min−1.
1972 gab es an der Karosserie wieder nur geringe Änderungen – die Kühlergrills wurden noch etwas höher. Ebenfalls war wieder ein deutlicher Verlust an Motorleistung zu beklagen: Das 5,7-Liter-Aggregat brachte es nur noch auf 180 bhp (132 kW) bei 4000 min−1, der 7,5-Liter-Motor aus dem 4-4-2 schaffte noch 250 bhp (184 kW). Es gab aber einige wenige Exemplare des Vista Cruiser, deren 7,5-Liter-Motor von Hurst Performance behandelt wurde und nun 300 bhp (221 kW) abgab. Diese Fahrzeuge wurden parallel zum offiziellen Pace Car bei der Indy 500 (in diesem Jahr ein Oldsmobile Cutlass Supreme) eingesetzt. Von diesen sehr speziellen Exemplaren gibt es heute noch zwei Stück.

### 1973–1977
1973 erschien der Vista Cruiser nochmals vollkommen anders konzipiert. Er ersetzte den kleineren Cutlass Kombi, der ab sofort nicht mehr hergestellt wurde. Dementsprechend war der Radstand der neuen Serie der gleiche wie beim Cutlass / Cutlass Supreme. Verschwunden war auch das große Glasdach, das dem Vista Cruiser ursprünglich den Namen verliehen hatte. Stattdessen gab es ein Glashubdach über den Vordersitzen. Der Hüftknick über den hinteren Radausschnitten hatte ebenso ausgedient wie die Doppelscheinwerfer. Es gab einzelne runde Hauptscheinwerfer in quadratischen Rahmen. Der zweiteilige Kühlergrill mit lackiertem Mittelteil zeigte eine breite, unten offene Hufeisenform. Der 5,7-Liter-V8 wurde unverändert vom Vorjahresmodell übernommen, der 7,5-Liter-V8 leistete wieder 275 bhp (202 kW) bei 3600 min−1.
1974 wurden die hufeisenförmigen Kühlergrills rechteckig und etwas kleiner, um zwischen ihnen und den Hauptscheinwerfern Platz für zusätzliche, quadratischen Positionsleuchten zu lassen. Dem Vista Cruiser wurde in diesem Jahr ein etwas weniger luxuriös ausgestatteter, aber ansonsten baugleicher Cutlass Supreme Cruiser zur Seite gestellt. Die Motorleistung des 7,5-Liter-Aggregates nahm auf 210 bhp (154 kW) bei 4000 min−1 ab. 1975 gab es wenig Änderungen, lediglich die im Vorjahr eingeführten Positionsleuchten verschwanden wieder und die Kühlergrills wurden dadurch etwas breiter.
1976 gab es nochmals ein großes Facelift. Die runden Einzelscheinwerfer wurden durch rechteckige Doppelscheinwerfer mit darunter liegenden, flachen Positions- und Blinkleuchten ersetzt, die beiden Kühlergrills bestanden aus vertikalen Schlitzen im Frontblech, die sich bis in das waagerechte Blech vor der Motorhaube hinein zogen. Die lackierte Nase mit dem Oldsmobile-Emblem blieb (vgl. Foto). Die Länge der Wagen nahm gegenüber dem Vorjahr bei gleichbleibendem Radstand um 4,2″ (107 mm) zu. Die Leistung des 5,7-Liter-V8 nahm auf 170 bhp (125 kW) ab, die des 7,5-Liter-V8 auf 190 bhp (140 kW) bei 3400 min−1. 1977 gab es stilistisch keine Änderungen, aber der 7,5-Liter-V8 wurde durch ein kleineres Modell mit 6604 cm³ Hubraum und 185 bhp (136 kW) bei 3600 min−1 ersetzt. Der 8-Sitzer war in diesem letzten Produktionsjahr nicht mehr verfügbar.
Im Folgejahr ersetzte der Cutlass Cruiser den Vista Cruiser komplett. In 14 Jahren waren 361.759 Exemplare entstanden.

## Auftritte im Film
- Ein 1969er Vista Cruiser war Eric Formans Auto in der Sitcom Die wilden Siebziger.
- Im Kinofilm Die schrillen Vier auf Achse von 1983 wird am Anfang ein Vista Cruiser (1968–1972) verschrottet.
- Der Zweite Atem (1966) mit Lino Ventura.
- Perfect World (1993) mit Clint Eastwood und Kevin Coster.
- Die total verrückte Highway-Polizei („Smokey Bites the Dust“), 1981: Ein Vista Cruiser (1968–1972) wird gestohlen und von der Polizei verfolgt.